# Oslo katedralskole

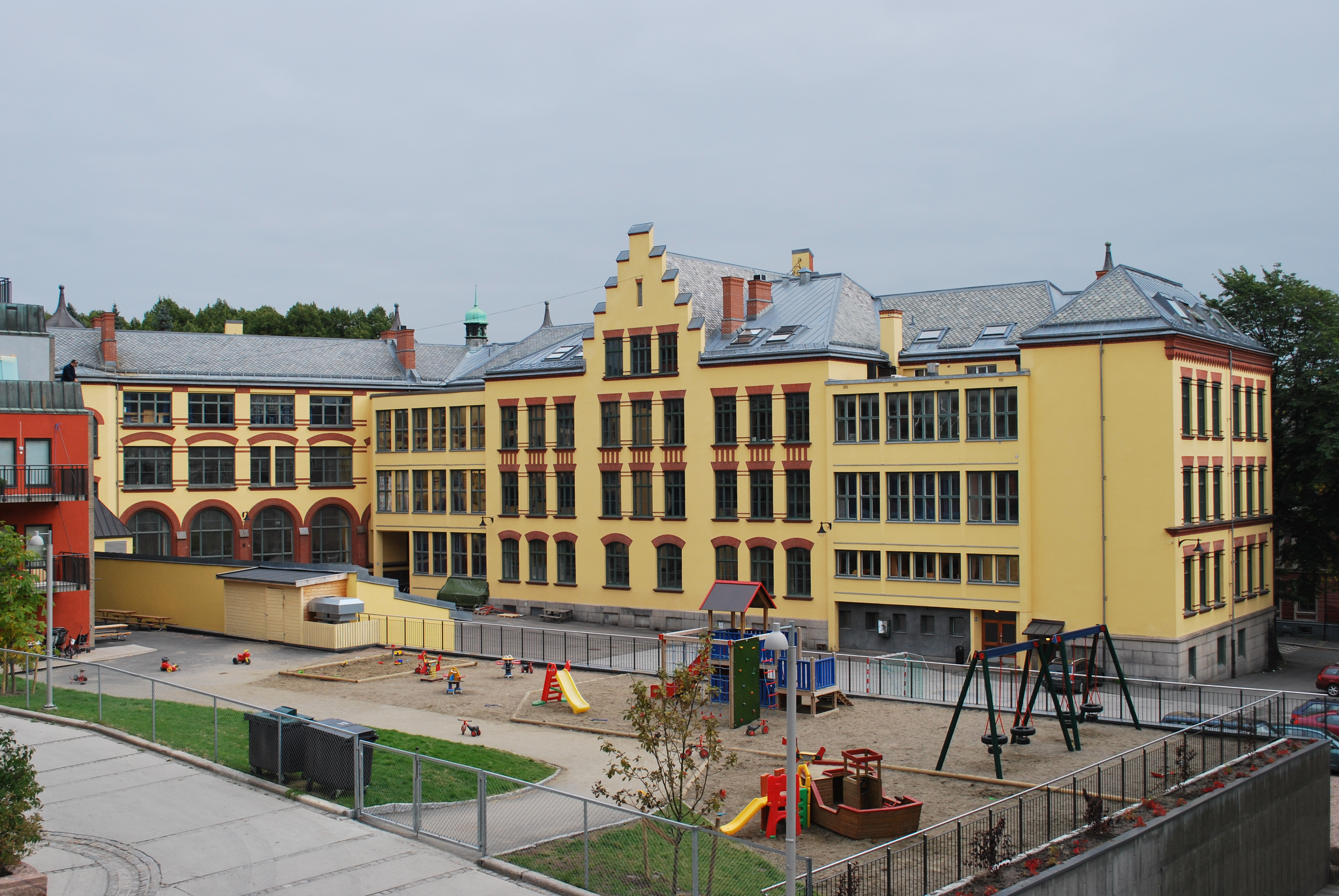
Oslo katedralskole, 2008

Die Oslo katedralskole (deutsch: Kathedralschule Oslo, umgangssprachlich: Katta) ist eine weiterführende Schule im Zentrum von Oslo. Die Schule wurde im 12. Jahrhundert gegründet und von zahlreichen bedeutenden Personen besucht.

## Geschichte
Die Schule wurde wahrscheinlich um 1152 von Kardinal Nicholas Breakspear auf dessen Norwegenreise gegründet, es ist jedoch nicht sicher, ob die Schule bereits zuvor existierte. An der Schule begannen unter anderem Pfarrer zu unterrichten, die im Ausland studiert hatten, wodurch sich die Kathedralschule zu einem wichtigen Bildungszentrum entwickelte. Bis zum Ende des 18. Jahrhunderts wurden in der Schule vor allem angehende Pfarrer unterrichtet, da es allerdings fast nur kirchliche Bildung gab, waren auch einige Personen mit leitenden staatlichen Aufgaben und aus dem königlichen Umfeld an der Schule. Unterrichtsfächer waren Astronomie, Geometrie, Arithmetik, Musik, Grammatik, Rhetorik und Dialektik, welche auf Latein abgehalten wurden.
Während die Schule zu Beginn unter Verwaltung des Papstes stand, übernahm in den 1530er-Jahren der dänische König im Zuge der Reformation die kirchliche Macht in Dänemark und Norwegen und somit auch über die Osloer Kathedralschule. Der Unterricht in lateinischer Sprache stand nun in Konflikt mit den Aussagen Martin Luthers, der dessen Gebrauch kritisch sah. Durch die Reformation verlor die Schule größere Teile ihrer internationalen Vernetzung und begann stattdessen stärker mit anderen protestantischen Gebieten wie Dänemark und Norddeutschland zusammenzuarbeiten. Die meisten Lehrer erhielten ab dieser Zeit ihre Ausbildung an den lutherischen Universitäten in Kopenhagen und Rostock. Nach einem Stadtbrand im Jahr 1624 musste die Schule umziehen und kam in Gebäuden beim Osloer Dom unter. Nach einem weiteren Brand im Jahr 1686 zog die Schule mehrfach in kaum geeignete Gebäude um, bevor man im Jahr 1719 von König Friedrich IV. Geld für den Kauf einer geeigneten Unterkunft erhielt. Dort verblieb die Schule 104 Jahre lang.
Der Philosoph und spätere Minister Niels Treschow wurde im Jahr 1789 Rektor der Schule. Unter ihm wurde die Schule reformiert und in Teilen säkularisiert. Von den Lehrern, die in den nachfolgenden Jahren unterrichteten, wurden bei der Gründung der Universität Oslo im Jahr 1811 einige Professoren. Durch die Gründung der Universität verlor die Schule ihre Position als führende Bildungsstätte und führendes Kulturzentrum. Bei der Gründung des norwegischen Nationalparlaments Storting im Jahr 1814 wählte man Räumlichkeiten der Schule als Sitzungssaal. Das Parlament übernahm die Gebäude schließlich und die Kathedralschule zog erneut um.
Ab Mitte des 19. Jahrhunderts kam es zu einer Diskussion über die zukünftige Ausrichtung der Schule, in der es unter anderem um den Stellenwert des Lateinunterrichts ging. Die Schulreform 1869 führte schließlich dazu, dass die Gymnasien sowohl eine dreijährige Lateinlinie als auch eine dreijährige Reallinie anboten. Durch die steigenden Schülerzahlen brauchte man erneut neue Räumlichkeiten, durch Planungsfehler beim Bau geriet die Schule jedoch in finanzielle Schwierigkeiten und die Privatschule musste nun von kommunaler Seite unterstützt werden. Im Jahr 1902 wurden erstmals Frauen an der Schule zugelassen.
Durch eine Schulreform im Jahr 1935 wandelte sich die Schullandschaft erneut und die Kathedralschule wurde die einzige Schule mit einer Lateinlinie in Oslo. Während des Zweiten Weltkriegs übernahmen die deutschen Besatzer die Schulgebäude, der Unterricht wurde jedoch größtenteils weitergeführt. Einige der Lehrer waren im Widerstand organisiert und Einar Høigård war einer der wichtigsten Lehrer im norwegischen Widerstandskampf.

## Schulbetrieb heute
Die Schule zählt heute zu den weiterführenden Schulen in Oslo, die einen der besten Notenschnitte hat. Der Anteil der Schüler, deren Eltern der kulturellen Elite Norwegens angehören, ist Untersuchungen der Universität Oslo zufolge überdurchschnittlich hoch.

## Bekannte Absolventen
- Christian Braunmann Tullin (1728–1765), Dichter
- Johan Herman Wessel (1742–1785), Dichter und Schriftsteller
- Caspar Wessel (1745–1818), norwegisch-dänischer Mathematiker
- Henrik Anker Bjerregaard (1792–1842), Dichter
- Maurits Christopher Hansen (1794–1852), Dichter
- Niels Henrik Abel (1802–1829), Mathematiker
- Henrik Wergeland (1808–1845), Dichter
- Viggo Ullmann (1848–1910), Pädagoge, Politiker und Autor
- Trygve Haavelmo (1911–1999), Ökonom und Nobelpreisträger
- Helge Seip (1919–2004), Politiker
- Harald V. (* 1937), König von Norwegen
- Johan Jørgen Holst (1937–1994), Politiker, Verteidigungs- und Außenminister von Norwegen
- Rosemarie Köhn (1939–2022), erste norwegische Bischöfin
- Theo Koritzinsky (* 1941), Politiker
- Arne Zwaig (1947–2022), Schachspieler
- Jens Stoltenberg (* 1959), ehemaliger Ministerpräsident von Norwegen und NATO-Generalsekretär
- Ane Dahl Torp (* 1975), Schauspielerin
- Bjørnar Moxnes (* 1981), Politiker
- Astrid Uhrenholdt Jacobsen (* 1987), Skilangläuferin